# Rajdowe Mistrzostwa Europy 1961

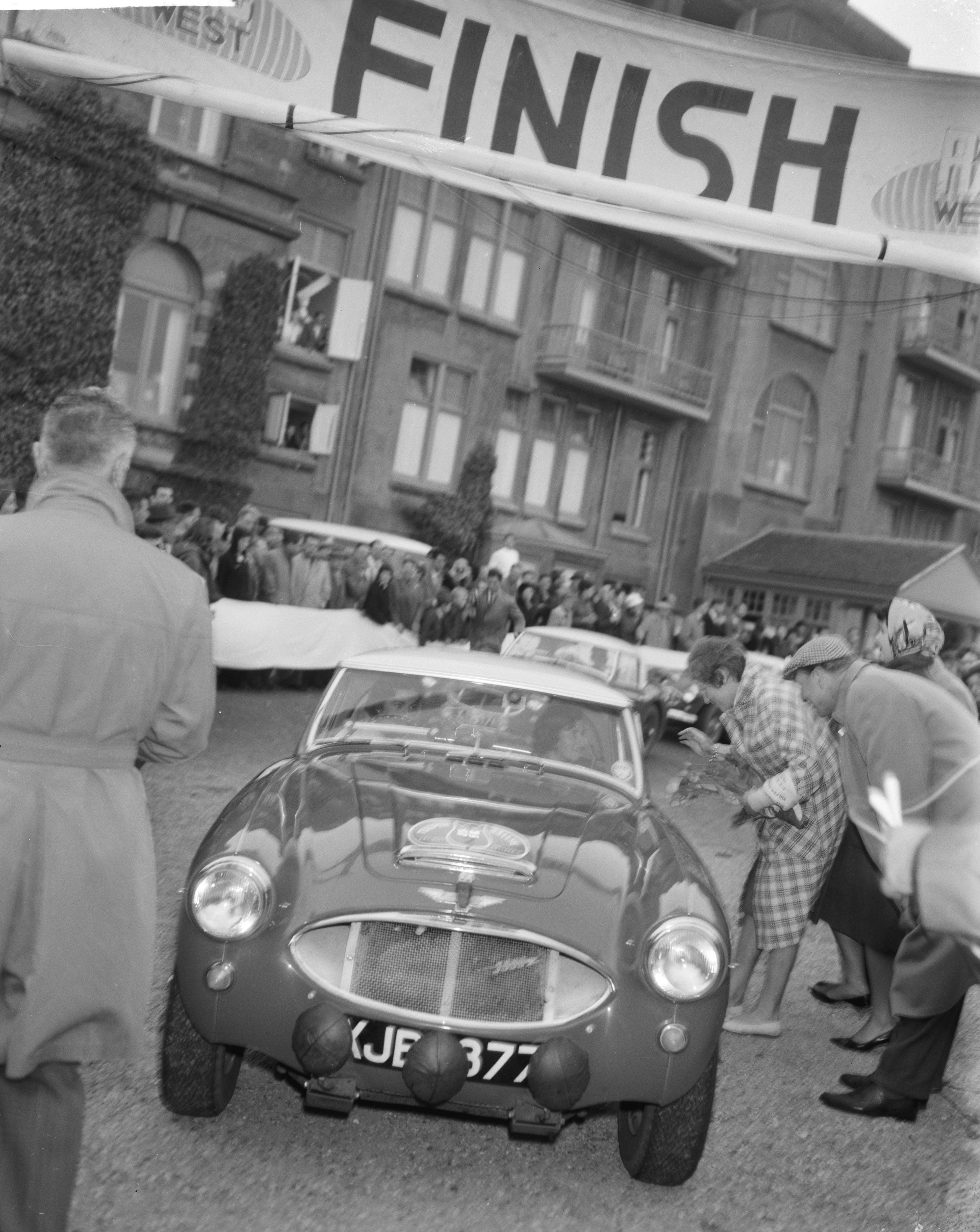
Pat Moss-Carlsson (z lewej) i Ann Wisdom-Riley na mecie Rajdu Tulipanów 1961

Sezon Rajdowych Mistrzostw Europy 1961 był 9 sezonem Rajdowych Mistrzostw Europy (FIA European Rally Championship). Składał 11 rajdów, rozgrywanych w Europie.

## Kalendarz[1]
| Runda | Data                       | Nazwa rajdu                                   | Zwycięzca           | Wyniki |
| ----- | -------------------------- | --------------------------------------------- | ------------------- | ------ |
| 1     | 21-28 stycznia             | 30. Rallye Automobile de Monte-Carlo          | Maurice Martin      | Wyniki |
| 2     | 2-6 maja                   | 13. Internationale Tulpenrallye               | Geoffrey Mabbs      | Wyniki |
| 3     | 18-21 maja                 | 9. Rajd Akropolu                              | Erik Carlsson       | Wyniki |
| 4     | 27-28 maja                 | 3. Mille Miglia                               | Gunnar Andersson    | Wyniki |
| 5     | 13-17 czerwca              | 12. Svenska Rallyt till Midnattsolen          | Carl-Magnus Skogh   | Wyniki |
| 6     | 24-28 czerwca              | 22. Coupe des Alpes                           | Donald Morley       | Wyniki |
| 7     | 3-6 sierpnia               | 21. Rajd Polski                               | Eugen Böhringer     | Wyniki |
| 8     | 19-21 września             | 11. Jyväskylän Suurajot - Rally of 1000 Lakes | Rauno Aaltonen      | Wyniki |
| 9     | 30 sierpnia-9 września     | 20. Liège-Sofia-Liège                         | Lucien Bianchi      | Wyniki |
| 10    | 27 września-1 października | 5. AvD/ADAC Deutschland Rallye (Baden-Baden)  | Hans-Joachim Walter | Wyniki |
| 11    | 13-18 listopada            | 10. RAC International Rally of Great Britain  | Erik Carlsson       | Wyniki |

## Klasyfikacja kierowców[1]
| Msc. | Kierowca            | MON | NLD | GRE | ITA | SWE | FRA | POL | FIN | BEL | GER | GBR | Punkty |
| ---- | ------------------- | --- | --- | --- | --- | --- | --- | --- | --- | --- | --- | --- | ------ |
| 1    | Hans-Joachim Walter |     | 2   | 14  | 5   |     | NU  |     |     | 2   | 1   |     | 132    |
| 2    | Gunnar Andersson    | 14  | 19  | 2   | 1   | 9   |     | 4   | 5   | NU  | 3   | 6   | 121    |
| 3    | Eugen Böhringer     | 30  | 4   | 4   |     |     | 15  | 1   |     | 4   | 2   | NU  | 115    |
| 4    | Carl-Magnus Skogh   |     | 3   |     |     | 1   |     | 2   | 4   |     |     |     | ?      |
| 5    | Rauno Aaltonen      |     |     |     |     |     |     |     | 1   |     |     |     | ?      |
| 6    | Erik Carlsson       | 4   | NU  | 1   |     |     |     |     | NU  | NU  |     | 1   | ?      |

| Kolor     | Opis                   |
| --------- | ---------------------- |
| Złoty     | Zwycięzca              |
| Srebrny   | 2. miejsce             |
| Brązowy   | 3. miejsce             |
| Zielony   | Punktowane miejsce     |
| Niebieski | Ukończył nie punktował |
| Fioletowy | Nie ukończył NU        |
| Czarny    | Wykluczony X           |
| Biały     | Nie wystartował NW     |
| Puste     | Nie brał udziału       |

| Msc. | Kierowca            | MON | NLD | GRE | ITA | SWE | FRA | POL | FIN | BEL | GER | GBR | Punkty |
| ---- | ------------------- | --- | --- | --- | --- | --- | --- | --- | --- | --- | --- | --- | ------ |
| 1    | Hans-Joachim Walter |     | 2   | 14  | 5   |     | NU  |     |     | 2   | 1   |     | 132    |
| 2    | Gunnar Andersson    | 14  | 19  | 2   | 1   | 9   |     | 4   | 5   | NU  | 3   | 6   | 121    |
| 3    | Eugen Böhringer     | 30  | 4   | 4   |     |     | 15  | 1   |     | 4   | 2   | NU  | 115    |
| 4    | Carl-Magnus Skogh   |     | 3   |     |     | 1   |     | 2   | 4   |     |     |     | ?      |
| 5    | Rauno Aaltonen      |     |     |     |     |     |     |     | 1   |     |     |     | ?      |
| 6    | Erik Carlsson       | 4   | NU  | 1   |     |     |     |     | NU  | NU  |     | 1   | ?      |

| Kolor     | Opis                   |
| --------- | ---------------------- |
| Złoty     | Zwycięzca              |
| Srebrny   | 2. miejsce             |
| Brązowy   | 3. miejsce             |
| Zielony   | Punktowane miejsce     |
| Niebieski | Ukończył nie punktował |
| Fioletowy | Nie ukończył NU        |
| Czarny    | Wykluczony X           |
| Biały     | Nie wystartował NW     |
| Puste     | Nie brał udziału       |